# La Mousmé
La Mousmé is een schilderij van de Nederlandse kunstschilder Vincent van Gogh, in olieverf op doek, 73,3 bij 60,3 centimeter groot. Het werd geschilderd in 1888 te Arles en toont een provinciaals / zigeuner meisje met wijde rok en een witte oleander. Het werk bevindt zich in de National Gallery of Art te Washington D.C..
Van Gogh werd geïnspireerd door Japanse kunst zonder veel diepte. En de roman Madame Chrysanthème van Pierre Loti. 
De National Gallery of Art wist het schilderij in 1962 te bemachtigen van Chester Dale. Dale had het schilderij in 1929 gekocht via Galerie Étienne Bignou in Parijs.

## Schetsen

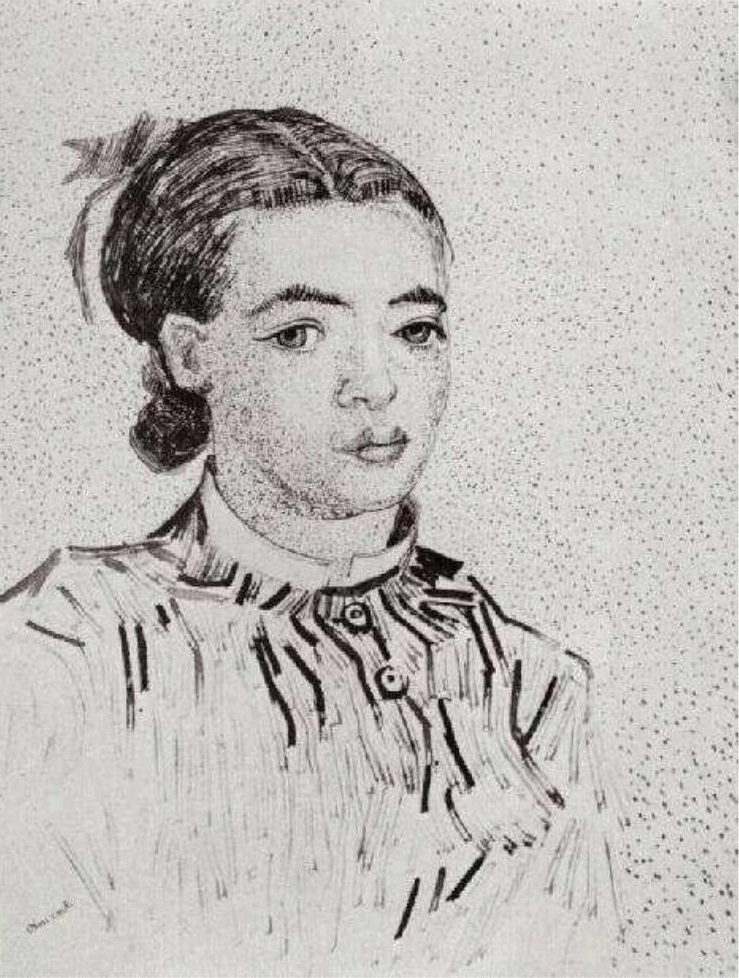
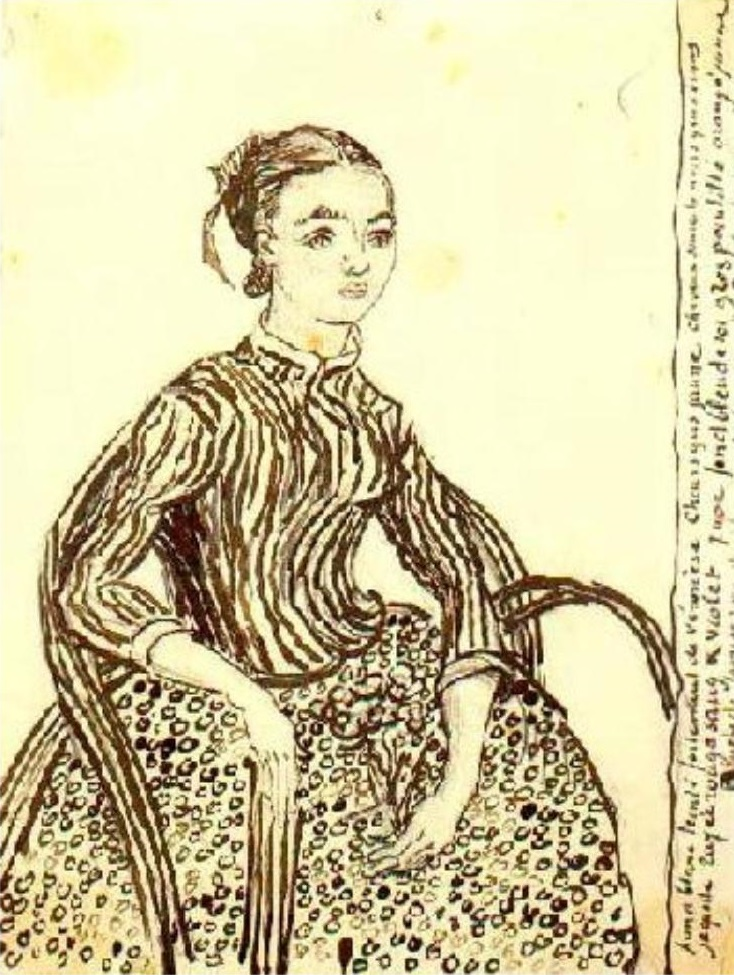
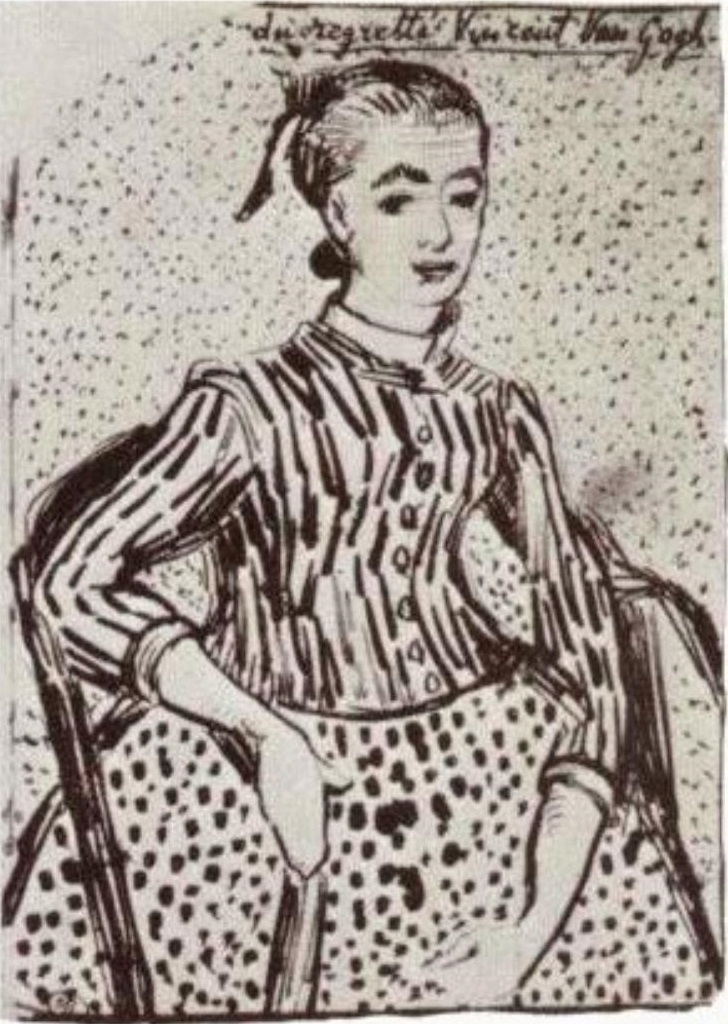

- RWCC 230102 La Mousmé Berg en Dal